# Brazdat
 Brazdat é um filme albanês do gênero dramático, lançado em 1973. O filme foi dirigido por Kristaq Dhamo e escrito por Dhimitër Xhuvani.

## Elenco
- Astrit Çerma
- Besa Imami
- Muhamet Sherri
- Pandi Siku
- Elida Topçiu
- Suzana Zekthi